# Droga krajowa B68 (Niemcy)
Droga krajowa 68 (niem. Bundesstraße 68, B 68) – niemiecka droga krajowa przebiegająca  z północy na południe od skrzyżowania z drogą B213 na obwodnicy Cloppenburga w Dolnej Saksonii do skrzyżowania z drogą B7 na obwodnicy Scherfede w Nadrenii Północnej-Westfalii.